# Mohoidae
Die Mohoidae sind eine 2008 aufgestellte Familie der Singvögel (Passeres), zu der fünf in der Neuzeit ausgestorbene nektarfressende Vogelarten gehören, die endemisch auf Hawaii lebten. Sie wurden vorher zu den Honigfressern (Meliphagidae) gestellt.
In einer phylogenetischen Untersuchung, in der man DNA-Sequenzen von Museumsexemplaren untersucht hat, wurde festgestellt, dass die Mohoidae nicht mit den Meliphagidae verwandt sind, sondern mit den Seidenschwänzen (Bombycillidae), den Seidenschnäppern (Ptiliogonatidae) und dem Palmschwätzer (Dulus dominicus) ein monophyletisches Taxon bilden. Die Mohoidae trennten sich evolutionär mit ihrer Ankunft auf Hawaii vor 14 bis 17 Millionen Jahren von ihren Verwandten. Die Verwandtschaft mit den Seidenschwänzen und den zwei anderen Taxa bedeutet auch, das sie holarktischen oder neotropischen Ursprungs sind und nicht aus dem südlichen Pazifik stammen.
Die Ähnlichkeit mit den Honigfressern hat sich in Anpassung an die Ernährung konvergent entwickelt. Zu diesen Anpassungen zählen ein langer, gebogener Schnabel, eine lange Zunge mit pinselartiger Spitze, um Nektar aufzunehmen und kräftige Beine und Füße, um sich bei der Nahrungsaufnahme festzuhalten.
Auf der Insel Maui lebten mindestens zwei weitere subfossile Taxa aus der Gattung Chaetoptila und ein weiteres Taxon aus der Gattung Moho, die bisher unbeschrieben sind.
Mohoidae ist die einzige neuzeitlich komplett ausgestorbene Vogelfamilie.

## Gattungen und Arten
- Gattung Chaetoptila P.L. Sclater, 1871
  - Schmalfedermoho (Chaetoptila angustipluma)  Peale, 1848
- Gattung Krausschwänze Lesson, 1830
  - Krausschwanzmoho (Moho apicalis) Gould, 1860
  - Ohrbüschelmoho (Moho bishopi) Rothschild, 1893
  - Prachtmoho (Moho nobilis) Merrem, 1786
  - Schuppenkehlmoho (Moho braccatus) Cassin, 1855

## Quelle
- Fleischer, Robert C.; Helen F. James; Storrs L. Olson: Convergent Evolution of Hawaiian and Australo-Pacific Honeyeaters from Distant Songbird Ancestors. Current Biology (Cell Press) 18 (24), 2008: S. 1927–1931. PMID 19084408.